# 稲士別駅

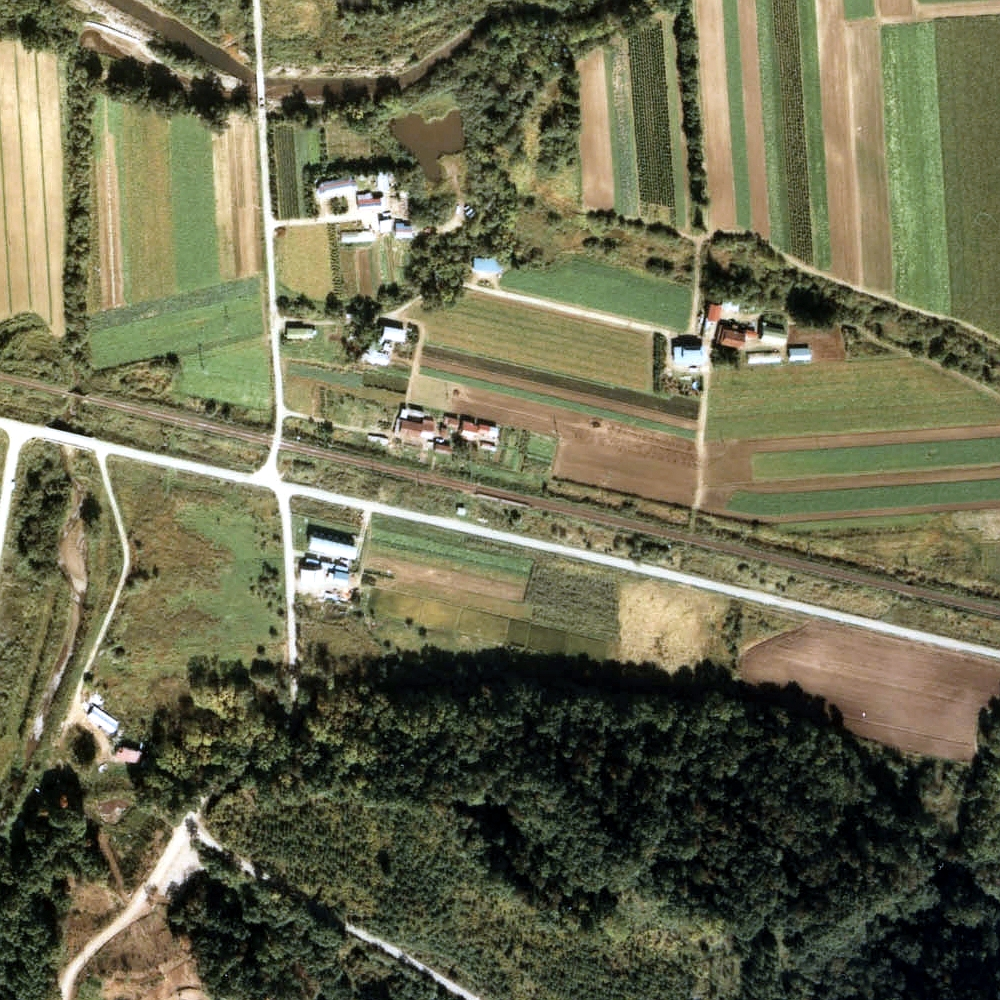
1977年の稲士別仮乗降場（当時）と周囲約500m範囲。右が根室方面。

稲士別駅（いなしべつえき）は、かつて北海道中川郡幕別町字千住（せんじゅう）にあった北海道旅客鉄道（JR北海道）根室本線の駅(廃駅)である。駅番号はK33であった。電報略号はナツ。
廃止前までは約半数以上の普通列車が当駅を通過していた。

## 歴史
1907年（明治40年）国有鉄道釧路線（→根室本線）が釧路まで開業した後、帯広駅 - 止若駅（→幕別駅）間に中間駅を設置するにあたり、当地と札内が候補となり、当初、札内よりも距離的に中間地点である同地の方が有力であったが、結果的には札内に駅が設置された。
当地への駅設置は1959年（昭和34年）になってから地元住民の要望により、仮乗降場として行われた。
通常、仮乗降場も記載される道内時刻表にも掲載されておらず、民営化後正式な駅に昇格したことで時刻表にも掲載されるようになったが、普通列車でも半数以上が通過してしまい、廃止時は下り（池田方面）が昼から夕方にかけて5本、上り（帯広方面）が朝2本と夕方1本の計3本しか停車しなかった。
- 1959年（昭和34年）10月7日：日本国有鉄道（国鉄）根室本線の稲士別仮乗降場（局設定）として開業[1]。
- 時期不詳：簡易委託廃止、完全無人化。
- 1987年（昭和62年）4月1日：国鉄分割民営化に伴い、北海道旅客鉄道（JR北海道）に承継[1]。同時に旅客駅に昇格[1]。稲士別駅となる[1]。
- 1990年（平成2年）3月10日：営業キロ設定。
- 2016年（平成28年）
  - 10月2日：北海道新聞により、JR北海道が幕別町に対し廃止の意向を伝えていた旨が報道される[6]。
    - 幕別町では、7月29日にJR北海道が「持続可能な交通体系のあり方について」を発表したことを受け[7]、当駅の「今後の存続が危惧される」として10月上旬に地域説明会とJR北海道に対する存続の要請を実施したが、地域説明会では「駅を利用する人もいないのでどうにもならない」、「廃止と言われてもやむを得ない」との意見であった[4]。

  - 10月27日：JR北海道から同日付で幕別町に対し「本年度（引用注：2016年度）末のダイヤ改正日において廃止せざるを得ないとの結論に達した」と通知[4]。
  - 10月31日：幕別町が、地域住民に対してJR北海道からの廃止通知を伝える。多くの住民が「説明会同様の意見」であったとして、町として存続を求めていくことは困難、と判断[4]。
- 2017年（平成29年）3月4日：利用者減少とダイヤ改正に伴い、廃止[2]。

### 駅名の由来
所在地名より。なお、地名は「稲志別」と表記する。
地域名は、アイヌ語の「イナウウㇱペッ（inaw-us-pet）」（イナウ・多い・川）に由来する。

## 廃止時の駅構造
単式ホーム1面1線を有する地上駅。路盤とホームは築堤上にあり、木製のスロープが設置されていた。ホームは線路の南側に存在し、鉄骨の櫓の上に木の板張りとなっていた。廃止時まで列車接近表示器とブザーが備えられていた。
帯広駅管理の無人駅だった。開業時からの無人駅で駅舎は存在せず、かつてはホームの南側に待合室と仮設トイレが設置されていたが、著しい老朽化により荒廃した為、2014年に撤去された。
かつて待合室内には売店があり、女性店員が駄菓子と共に乗車券を売っていた（簡易委託）という。また、撤去時まで待合室内に駅ノートが置かれていた。

## 利用状況
- 1992年度の1日乗降客数は2人[10]。
- 2011 - 2015年（平成23 - 27年）の乗降人員調査（11月の調査日）平均は「1名以下」[12][6]。

## 駅周辺
周りは田畑が広がる。十勝川を挟んで隣接する音更町の十勝川温泉の最寄り駅（約5km北）であったが、当駅からの交通手段はなかった。
かつて、昭和40年代前半までは国鉄の保線区の拠点（基地）が存在し、7〜8人の職員が配置され、自転車型のトロッコに乗って勤務していたという。官舎であった建物は民間に売却され、現在もアパートとして使用されている。
- 幕別町葬斎場
- 幕別自動車学校
- 札内東工業団地

## 隣の駅
北海道旅客鉄道（JR北海道）
■根室本線（廃止時点）
札内駅 (K32) - 稲士別駅 (K33) - 幕別駅 (K34)